# امبیلا
امبیلا (به لاتین: Ambila) یک سکونتگاه مسکونی در ماداگاسکار است که در واتوواوی-فیتووینانی واقع شده‌است.

## خصوصیات
امبیلا ۱۷٬۰۰۰ نفر جمعیت دارد و ۱۳ متر بالاتر از سطح دریا واقع شده‌است.